# Trachea altivolans
Trachea altivolans là một loài bướm đêm trong họ Noctuidae.